# Vernatallada
Vernatallada és una obra d'Amer (Selva) inclosa a l'Inventari del Patrimoni Arquitectònic de Catalunya.

## Descripció
És una masia de grans proporcions de quatre plantes, coberta amb una teulada a dues aigües de vessants a laterals.
La planta baixa consta d'un portal d'arc carpanell rebaixat amb muntants de pedra laterals. Tant l'arc rebaixat com els brancals de la porta són de pedra sorrenca.
Al primer pis hi ha quatre obertures, a destacar especialment les dues obertures rectangulars tapiades amb rajoles, les quals són projectades com a balconades independents i equipades amb les seves respectives baranes de ferro forjat. Unes baranes les quals tot i estar molt oxidades i deteriorades estan ornades amb els barrots en forma de corda trenada.
Al segon pis hi ha una galeria projectada en la façana en format de cinc arcs de mig punt rebaixats tancats en la part frontal per un ampit d'obra.
La mateixa solució vist al pis anterior, es troba repetida al tercer pis, que servia de golfes, amb l'única diferència que en comptes de cinc arcs de mig punt rebaixats només n'hi ha tres.
La masia es troba immersa en un estat lamentable de conservació com així ho acrediten des de les grans esquerdes que arranquen de la teulada i que es prolonguen per tota la façana; passant per la feblesa i debilitat de les estructures portants i fins a arribar a la degradació inexorable de la façana... Tot fa pensar que si tot segueix en la mateixa direcció a la masia li queda poc temps de vida.
Immediatament davant la masia trobem una construcció de planta absolutament irregular composta per pedres fragmentades i còdols de riu sense desbastar i treballar, que en origen de ben segur que actuaria com a corral pels animals.
Més endavant hi ha les restes vivents d'una construcció de planta quadrada que origen podria haver actuat com a paller o estable. Aquesta petita construcció esta coberta amb una teulada a dues aigües de vessants a laterals. La coberta es troba en molt mal estat com així ho acredita l'esfondrament parcial del vessant dret.

## Història
Comparant fotografies antigues, com ara la fitxa del servei de Patrimoni núm. 26.580, amb fotografies actuals, s'arriba a la conclusió que l'edifici no només no ha experimentat cap canvi dràstic a nivell estructural, sinó que no ha variat absolutament en res. L'únic canvi o variant és que s'ha accentuat significativament el procés de degradació i deteriorament, com així ho acredita la gran esquerda que arranca de la teulada i que es perllonga per tota la façana, la qual augura una destrucció de la masia.